# Cwetan Sokołow

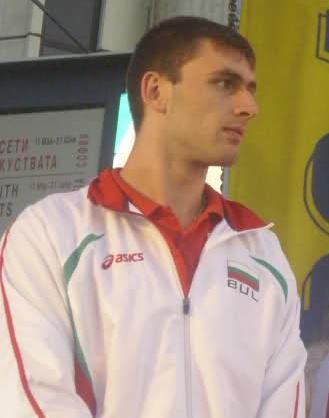
Cwetan Sokołow reprezentantem Bułgarii

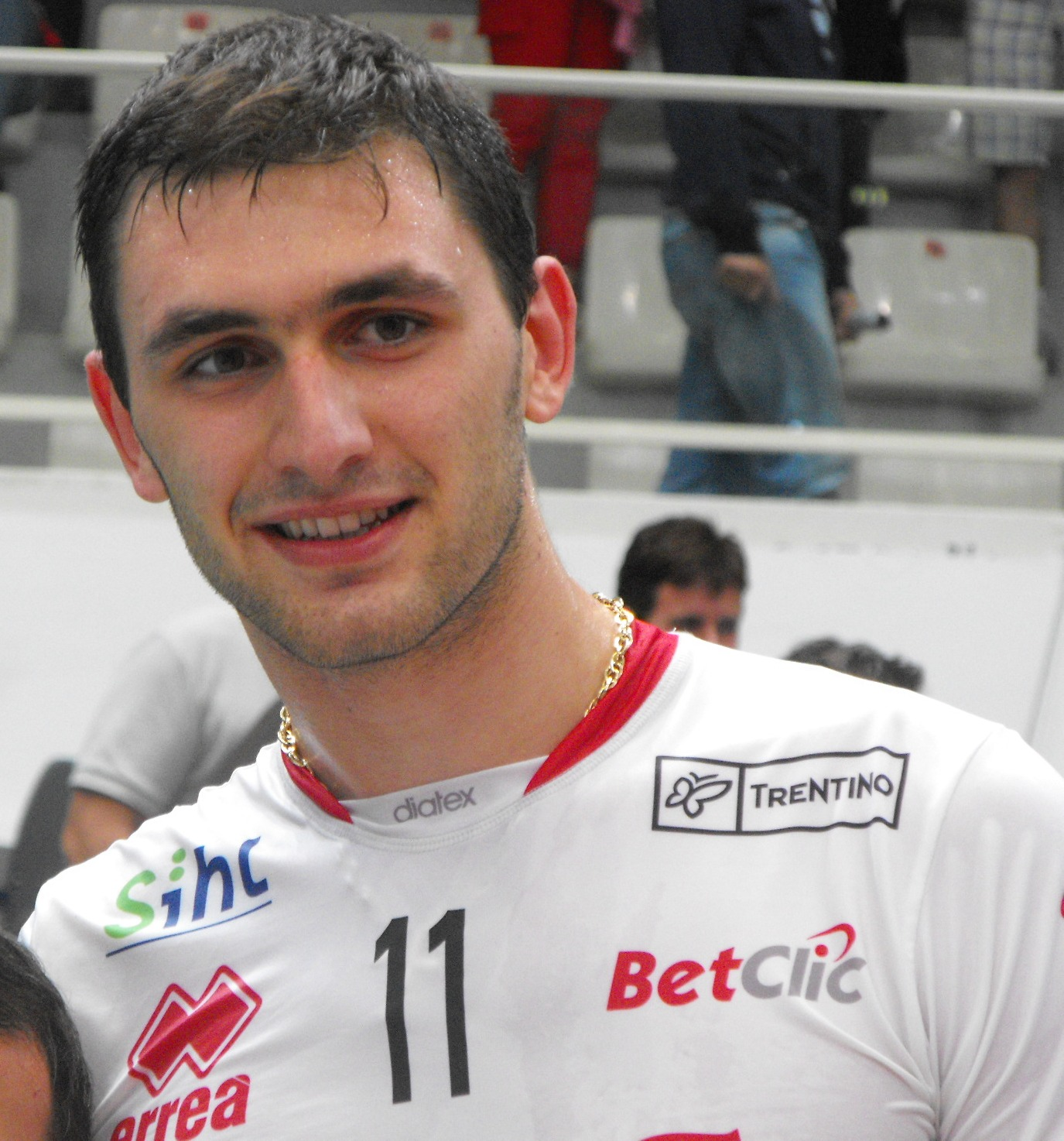
Cwetan Sokołow zawodnikiem Itasu Diatec Trentino

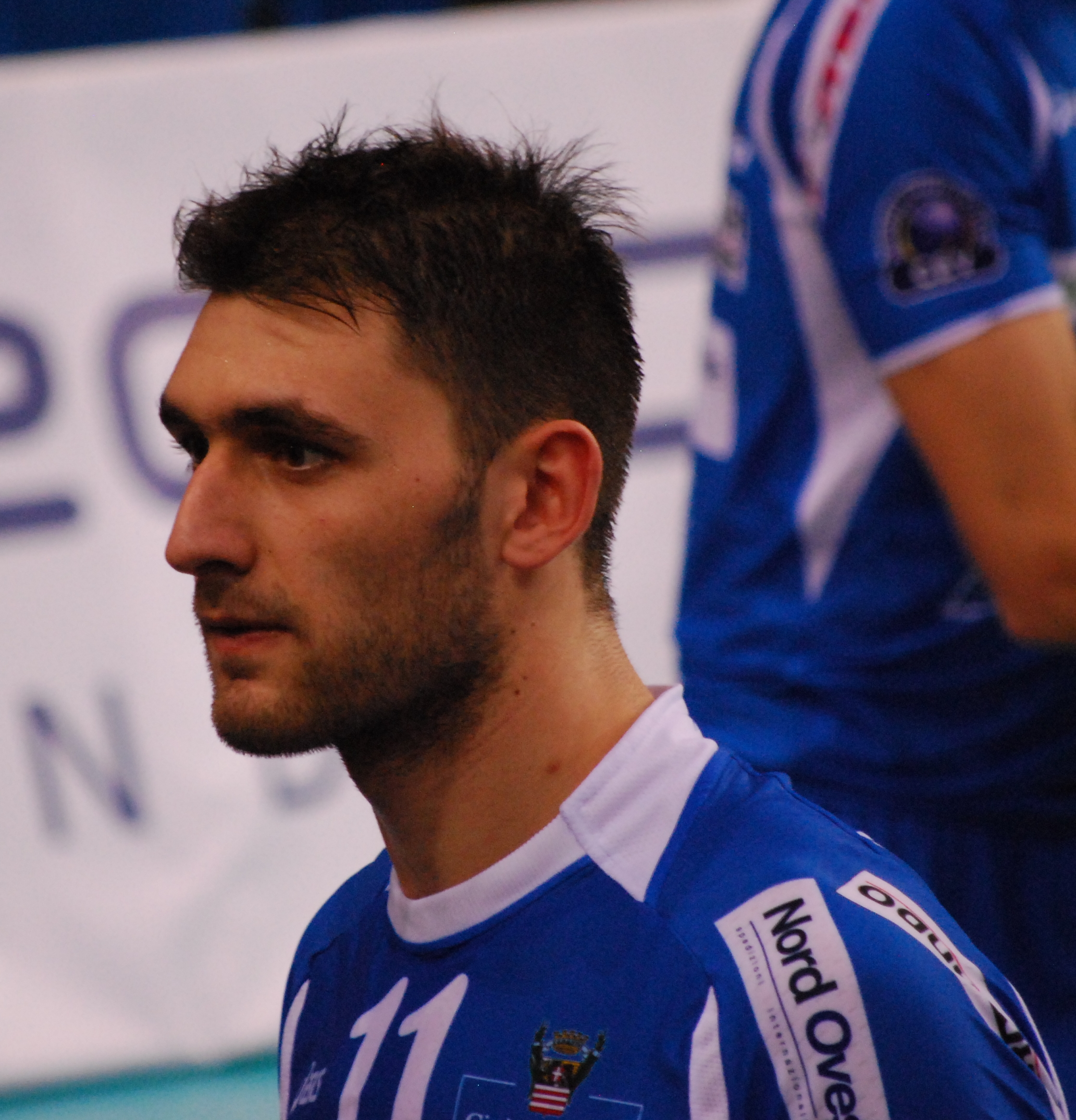
Cwetan Sokołow zawodnikiem Bre Banca Lannutti Cuneo

Cwetan Sokołow (bułg. Цветан Соколов; ur. 31 grudnia 1989 w Dupnicy) – bułgarski siatkarz, reprezentant kraju, powołanie do kadry narodowej otrzymał w 2007 roku.
Na początku października 2023 roku poinformował, że kończy karierę reprezentacyjną.

## Sukcesy klubowe
Klubowe Mistrzostwa Świata:
- 2009, 2010, 2011
- 2017, 2018
- 2013, 2019

Puchar Włoch:
- 2010, 2012, 2017

Liga Mistrzów:
- 2010, 2011, 2019
- 2013, 2018
- 2012, 2017

Mistrzostwo Włoch:
- 2011, 2017, 2019
- 2010, 2012, 2018

Superpuchar Włoch:
- 2011, 2013

Superpuchar Turcji:
- 2014, 2015

Puchar Turcji:
- 2015

Mistrzostwo Turcji:
- 2016
- 2015

Puchar Rosji:
- 2019, 2020, 2024

Mistrzostwo Rosji:
- 2021, 2022
- 2020, 2023, 2024

Puchar CEV:
- 2021

Superpuchar Rosji:
- 2021, 2022

## Sukcesy reprezentacyjne
Mistrzostwa Państw Bałkańskich:
- 2007

Mistrzostwach Europy:
- 2009

## Nagrody indywidualne
- 2013 Najlepszy atakujący plebiscytu Volleyball Globe[4].
- 2013: Najlepszy atakujący turnieju finałowego Ligi Światowej[5]
- 2013: Najlepszy atakujący Klubowych Mistrzostw Świata
- 2014: MVP Superpucharu Turcji
- 2017: Najlepszy atakujący Klubowych Mistrzostw Świata
- 2018: Najlepszy atakujący turnieju finałowego Ligi Mistrzów
- 2018: Najlepszy atakujący Klubowych Mistrzostw Świata
- 2022: MVP Superpucharu Rosji

## Wyróżnienia
- 4. miejsce w plebiscycie na najlepszego sportowca Bułgarii
- 1. miejsce razem z reprezentacją w plebiscycie na najlepszą drużynę roku w Bułgarii